# Miloš Fišera
Miloš Fišera (ur. 17 lutego 1950 w Kolínie) – czeski kolarz przełajowy i szosowy reprezentujący Czechosłowację, trzykrotny medalista mistrzostw świata.

## Kariera
Pierwszy sukces w karierze Miloš Fišera osiągnął w 1972 roku, kiedy zdobył srebrny medal w kategorii amatorów podczas przełajowych mistrzostw świata w Pradze. Wyprzedził go tam jedynie Belg Norbert De Deckere. Na rozgrywanych dziewięć lat później mistrzostwach świata w Tolosie był już najlepszy w tej samej kategorii. Wyprzedził bezpośrednio Polaka Grzegorza Jaroszewskiego oraz Belga Paula De Brauwera. Wynik ten powtórzył podczas mistrzostw świata w Lanarvily w 1982 roku. Tym razem pozostałe miejsca na podium zajęli jego rodak Radomír Šimůnek oraz Szwajcar Ueli Müller. Był też między innymi piąty na mistrzostwach świata w Hanowerze w 1977 roku. Kilkakrotnie zdobywał medale mistrzostw kraju, w tym pięć złotych. Startował także na szosie, ale bez większych sukcesów. Nigdy nie wystąpił na igrzyskach olimpijskich. W 1990 roku zakończył karierę.